# NGC 7516
NGC 7516 este o galaxie situată în constelația Pegas. A fost descoperită în 5 septembrie 1864 de către Albert Marth. Se află la o distanță de 68,09 de megaparseci de Pământ.